# Demain la veille
 (décembre 2012).
Si vous disposez d'ouvrages ou d'articles de référence ou si vous connaissez des sites web de qualité traitant du thème abordé ici, merci de compléter l'article en donnant les références utiles à sa vérifiabilité et en les liant à la section « Notes et références ».
 (novembre 2020).
Pour plus de détails, voir Fiche technique et Distribution.
Demain la veille est un court métrage de science-fiction français, réalisé par Julien Lecat et Sylvain Pioutaz en 2006. 
Le film est connu pour être un des précurseurs de la production participative sur Internet pour une œuvre audiovisuelle,, : ses producteurs Guillaume Colboc et Benjamin Pommeraud ont récolté près de 17 000 € de dons en un mois via un site web spécialement consacré au film.

## Synopsis
Bob est un homme « comme les autres » : il parle à l'envers, marche à reculons, boit en remplissant son verre... Un soir pourtant, il se rendra compte que l'univers dans lequel il évolue n'est pas si « normal » qu'on le laisse entendre...

## Fiche technique
- Titre original : Demain la veille
- Titre anglais : Waiting for yesterday
- Réalisation : Julien Lecat et Sylvain Pioutaz
- Scénario : Julien Lecat, Sylvain Pioutaz et Laurent Caillaud
- Société de production : Guyom Corp.
- Production : Guillaume Colboc et Benjamin Pommeraud
- Coproduction : Tokib et 13e rue
- Photographie : Eric Vallée
- Son : Alexandre Bonet, Jérôme Pierrot, Nicolas Bourgeois, Vincent Cosson, Julien Perez
- Montage : Isabelle Proust
- Musique : Van der Kre (Laurent Caillaud et Benoît Martin)
- Budget : 30 000 €
- Pays d'origine :  France
- Durée : 15 minutes
- Date de sortie : 2 avril 2006

## Distribution
- Stéphane Metzger : Bob
- Julie de Bona : Anna
- François Levantal : le geôlier
- Frédéric Pierrot : l'homme de l'ascenseur
- Nicky Naudé : le leader des mercenaires
- Tarubi : un mercenaire

## Distinctions

### Récompenses
- 2009 : Dixie Film Festival / Atlanta (USA) : Best int'l shortfilm, Best screenplay, Best cinematography
- 2008 : JVC Video Festival / Tokyo (Japan) : Excellence prize
- 2007 : Austin Fantastic Fest / Texas (USA) : Gold medal
- 2007 : Anchorage International Film Festival (Alaska, USA) : Best shortfilm
- 2007 : Brussels Int'l Fantastic Film Festival (Belgique) : Grand Prize (Int'l TV prize), BeTV prize
- 2007 : Festival der Nationen / Ebensee (Austria) : Ours d'argent
- 2007 : Raindance HD Film Festival / London (Royaume-Uni / UK) : Best int'l shortfilm
- 2007 : Apéro Shortz / Paris (France) : Coup de cœur du jury
- 2007 : 6e Mouviz Festival / Nantes (France) : Grand Prix du Festival
- 2007 : 23e Festival du film court / Lille (France) : Prix du film numérique
- 2007 : Festival du Film Francophone / Vaulx-en-Velin (France) : Prix du jeune public
- 2006 : HD Film Festival / Paris (France) : Grand Prix du club HD
- 2006 : Court Métrange / Rennes (France) : Prix "Beaumarchais" du meilleur scénario, Prix du public
- 2006 : Ose ce court! / Bischheim (France) : Grand Prix du festival
- 2006 : Festival Nouvelle Génération / Lyon (France) : Prix du public
- 2006 : Festival du court de Sherbrooke (Canada) : Prix TeleQuebec du public
- 2006 : C Trop Court / Jeumont (France) : Prix du public
- 2006 : Festival du Court Métrage / Valbonne (France) : Prix de la réalisation, Prix du public

### Autres sélections
- 2012 : Parisian Seasons / St Petersburg (Russia) : Maison du Film Court program
- 2008 : CineQuest Film Festival / San Jose (USA)
- 2007 : 11th Rhode Island International Film Festival (USA)
- 2007 : San Francisco International Film Festival / California (USA)
- 2007 : Encounters Short Film Festival / Bristol (Royaume-Uni / UK)
- 2007 : ARPA Film Festival / Los Angeles (USA)
- 2007 : "C'est Chic!" French Film Festival / Washington (USA)
- 2007 : VCU French Festival / Richmond (USA)
- 2007 : Woodstock Film Festival / Woodstock (USA)
- 2007 : Magma Festival - Mostra di cinema breve / Acireale (Italy)
- 2007 : Festival International du cinéma francophone / Moncton (Canada)
- 2007 : Best Of Festival / Marseille (France)
- 2007 : Ciné Sans Filet / Alet-les-Bains (France)
- 2007 : 6th Euganea Movie Movement / Padova (Italy)
- 2007 : Courts dans l'herbe / St-Maur des Fossés (France)
- 2007 : Courtivore / Rouen (France)
- 2007 : Festival International du film / Aubagne (France)
- 2007 : Courts en Fac / Nantes (France)
- 2007 : Rencontres Audiovisuelles / Lille (France)
- 2007 : 1er Salon du Cinéma / Paris (France)
- 2006 : Festival de la Publicité / Méribel (France)
- 2006 : French Film at Monofaktur / München (Allemagne / Germany)
- 2006 : La PapierMühle / Saint-Avold (France)
- 2006 : Festival de la Guérinière / Caen (France)
- 2006 : CinéMages / Solliès-Pont (France)
- 2006 : Nouveau Cinéma / Paris (France)
- 2006 : Court Toujours / Nîmes (France)
- 2006 : Détours en Ciné-Court / Saint-Géniès Bellevue (France)
- 2006 : Narkolepsy / Grenoble (France)
- 2006 : Certains l'aiment court II / Université de Saint-Denis (France)

## Autour du film
En février 2005, sous l'impulsion des producteurs du film, les deux coréalisateurs créent un site web consacré au projet, récapitulant en détail (casting en cours, photos de repérages, croquis de storyboard, etc.) l'état d'avancement du film. Ils mettent en place un système de paiement Paypal qui permet aux internautes de participer financièrement au film, en échange de cadeaux substantiels (DVD du film fini avec making-of, invitations sur le tournage et à l'avant-première...). En un mois et demi, le projet fait le « buzz » sur différentes plateformes Internet (comme Hoaxbuster.com ou Allociné) et dans les médias spécialisés (Première, Studio Magazine, Ecran Total, Le Film français) permettant la récolte d'environ 17000€ versés par des internautes français mais aussi anglais, américain, australiens... S'ajoutent à cette aubaine une aide matérielle de plusieurs fournisseurs et la participation financière d'une chaîne de télévision (13e rue) et d'une société de production publicitaire (Tokib).
Le tournage a lieu en avril 2005 et se déroule sur 8 jours.
Un an après, la première du film a lieu au Cinéma des cinéastes à Paris, en présence de médias comme Canal+ et de réalisateurs renommés comme Mathieu Kassovitz, Jean-Pierre Jeunet et Jan Kounen.